# Бджола (міфологія)

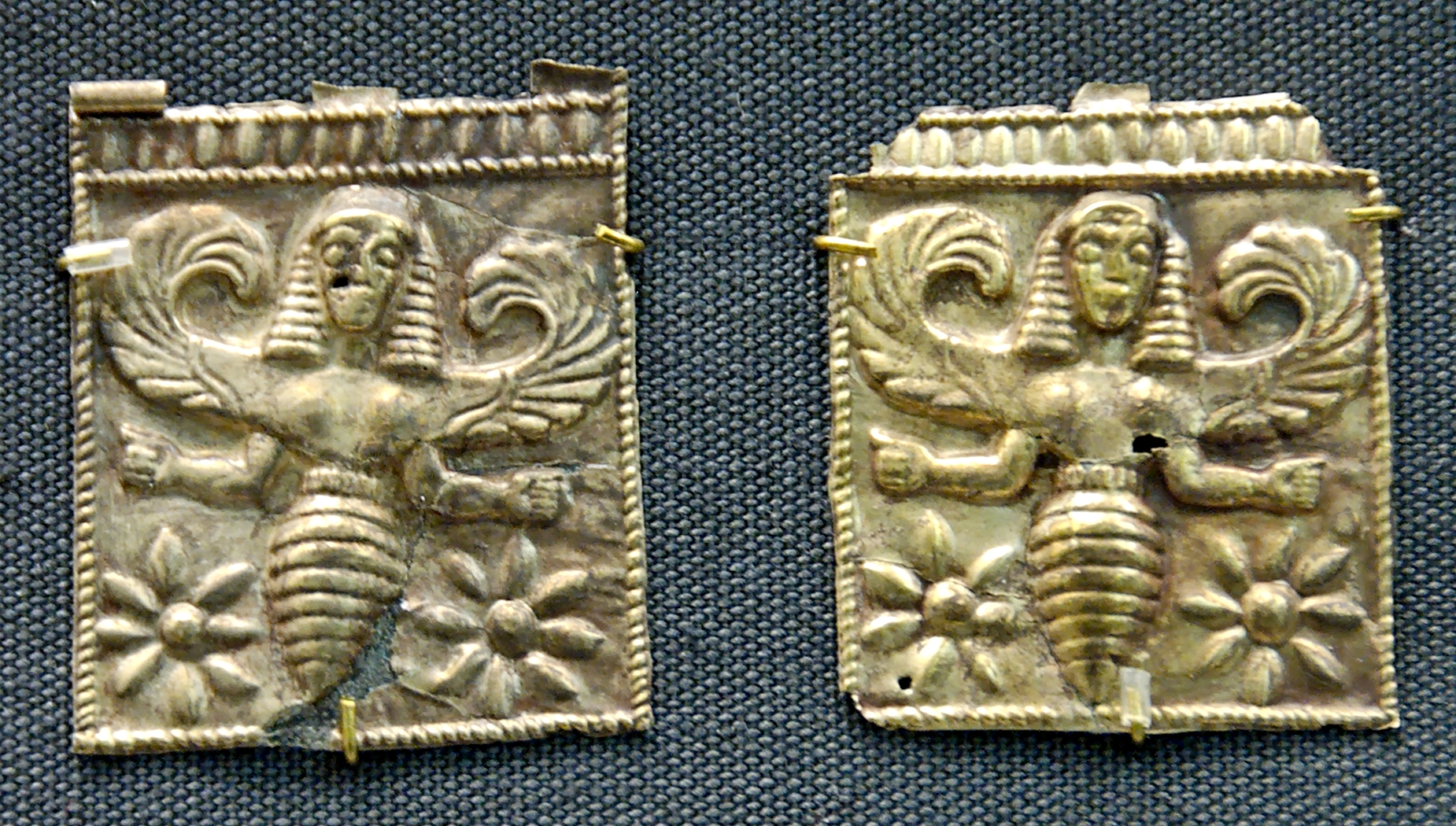
Богиня-бджола, імовірно, пов'язана із культом Артеміди. Острів Родос, Греція, 7 століття до н. е., Британський музей

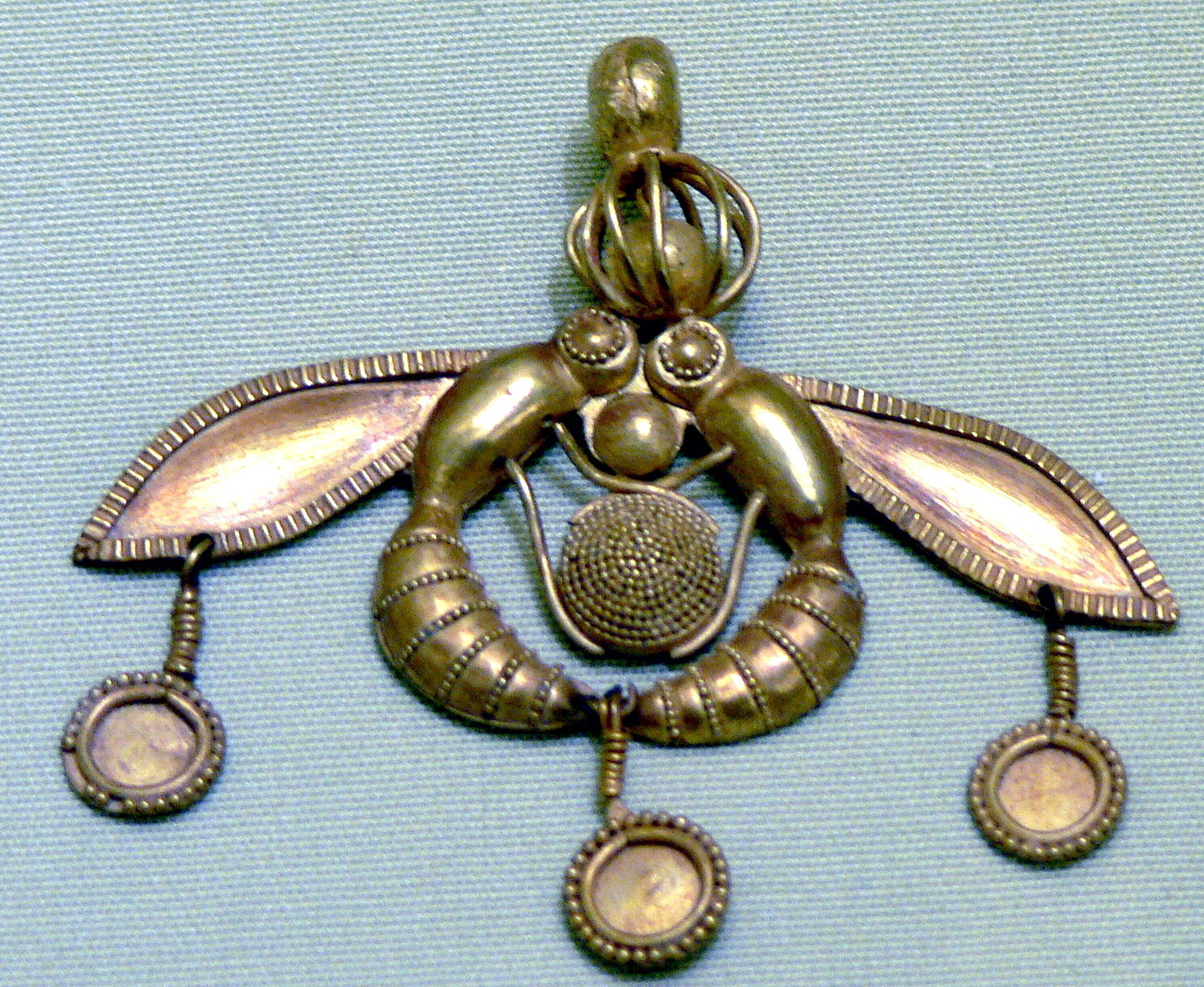
Підвіска із зображенням двох бджіл із поховання в Малії. Крит, близько 2000 до н. е.

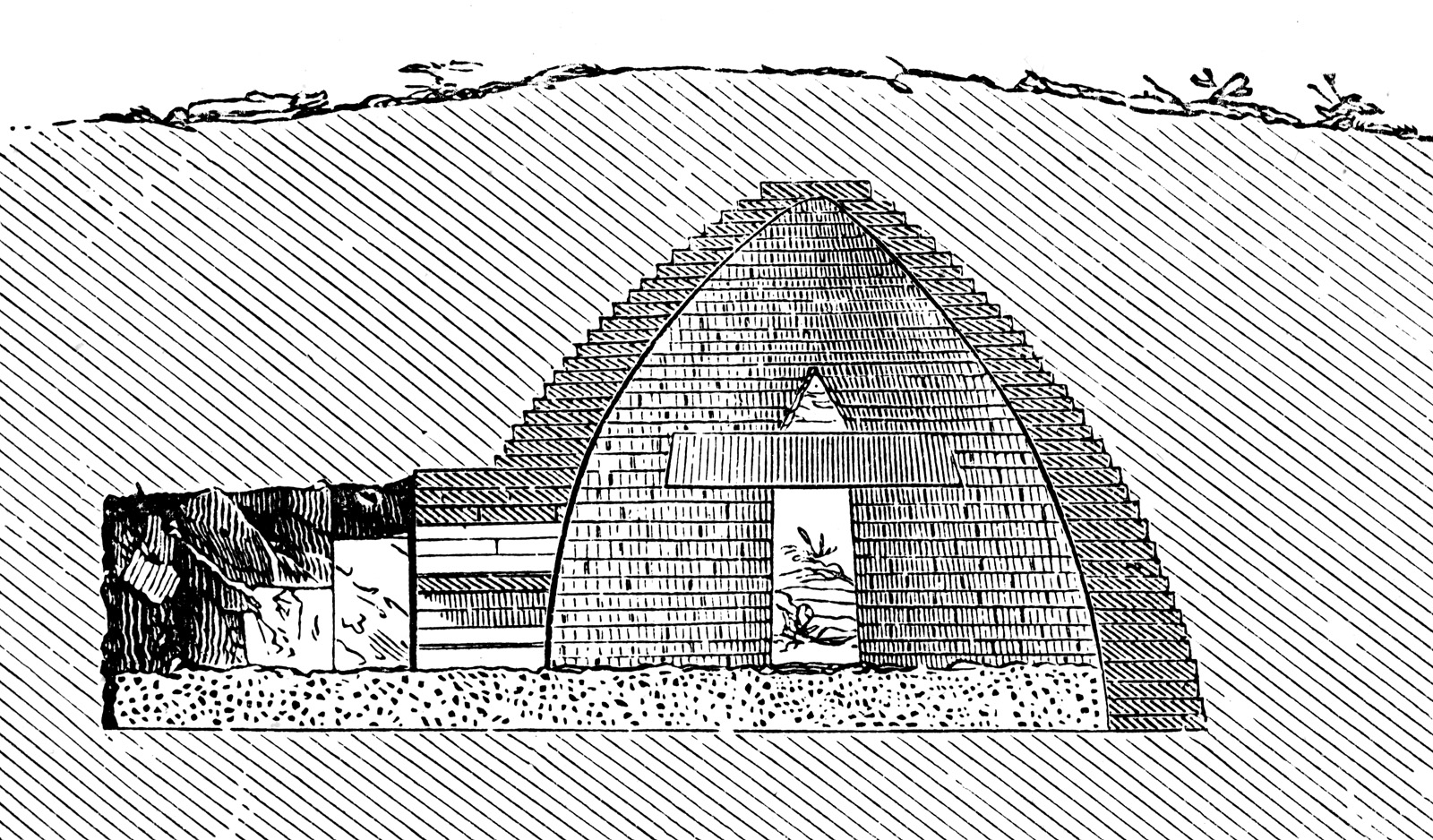
Розріз Скарбниці Атрея, вуликоподібне мікеське поховання

Бджола в Егейській культурі та культурі народів Близького Сходу, зокрема Стародавнього Єгипту, вважалася священною комахою, яка сполучала дійсний світ природи із потойбічним світом. Зображення бджіл на коштовних прикрасах часто знаходять у похованнях, а мікенські гробниці-толоси навіть мають форму бджолиних вуликів.
Бджільництво було мінойським ремеслом, а зброділий медовий напій греки почали вживати набагато раніше за вино.

## Культ
Бджола була емблемою Потнії, мінойсько-мікенської богині, також відомої як «Пречиста Матір Бджола». . Її жриці отримували назву «Мелісса», що у перекладі означає бджола. Крім того жриці, що поклонялися Артеміді і Деметрі, також називалася меліссами.. Дельфійська піфія часто згадується як бджола, і Піндар зазначає, що вона ще довгий час після узурпації Дельфійського оракула Аполлоном, як і раніше, називалася «Дельфійською Бджолою».

## Міф
Гомерівський гімн Аполлону визнає, що дар пророцтва Аполлона вперше прийшов до нього від трьох дівчин-бджіл, які зазвичай ототожнюються з Фріями. Фрії були трійцею до-грецької егейської богині-бджоли. В Каміросі на острові Родос знайдена серія карбованих золотих пластинок із зображенням богині-бджоли. Ці пластинки датуються добою архаїки, однак сама богиня як символ повинна бути набагато давнішою.
Мешканці пустелі Калахарі народ Сан розповідає про бджолу, яка перенесла богомола через річку. Змучена бджола залишила богомола на плавучій квітці, однак залишила сім'я в тілі богомола, перш ніж померла. Насіння зросло, щоб стати першою людиною.
Згідно з єгипетською міфологією, бджоли виникли із сліз бога сонця Ра, коли вони приземлилися на пісок пустелі. Тятива луку Ками, індуїстського богу кохання, суцільно складалася із бджіл.

## Іносказання
І стародавні греки, і Атхарва-веда, пов'язували дар красномовства із медовими вустами: Ахіллес і Піфагор, як переказували греки, будучи немовлятами, вигодовувались медом, а губи Платона і Піндара були помазані ним.